# Arquidiocese de Paraná
A Arquidiocese de Paraná (Archidiœcesis Paranensis) é uma arquidiocese da Igreja Católica situada em Paraná, província de Entre Ríos, na Argentina. É fruto da elevação da Diocese de Paraná. Seu atual arcebispo é Juan Alberto Puiggari. Sua Sé é a Catedral Nossa Senhora do Rosário.

## História
A diocese do Paraná foi erigida em 13 de junho de 1859 com a bula papal Vel a primis do Papa Pio IX, ganhando território da Diocese de Buenos Aires (hoje Arquidiocese). Era originalmente um sufragânea da Arquidiocese de La Plata, ou Charcas (hoje Arquidiocese de Sucre).
Em 5 de março de 1865, tornou-se parte da província eclesiástica da Arquidiocese de Buenos Aires. Em 15 de fevereiro de 1897 e 21 de janeiro de 1910 cedeu porções de seu território, respectivamente, em favor da ereção da Diocese de Santa Fé (agora a Arquidiocese de Santa Fé de la Vera Cruz) e Corrientes (hoje Arquidiocese).
Em 20 de abril de 1934 foi elevada à categoria de arquidiocese metropolitana . Em 11 de fevereiro de 1957 e 10 de abril de 1961 cedeu outras porções de seu território, respectivamente, em favor da ereção da Diocese de Gualeguaychú e Concordia .

## Prelados
|                     | Nome                                | Período    | Notas                                              |
| Arcebispos          | Arcebispos                          | Arcebispos | Arcebispos                                         |
| ------------------- | ----------------------------------- | ---------- | -------------------------------------------------- |
| 6º                  | Raúl Martín                         | 2025-      | Atual                                              |
| 5º                  | Juan Alberto Puiggari               | 2010-2025  | Arcebispo emérito                                  |
| 4º                  | Mario Luis Bautista Maulión         | 2003-2010  |                                                    |
| 3º                  | Estanislao Esteban Cardeal Karlic   | 1986-2003  |                                                    |
| 2º                  | Adolfo Servando Tortolo †           | 1962-1986  |                                                    |
| 1º                  | Zenobio Lorenzo Guilland †          | 1934-1962  |                                                    |
| Arcebispo-coadjutor |                                     |            |                                                    |
|                     | Estanislao Esteban Karlic           | 1983-1986  |                                                    |
| Bispos-auxiliares   |                                     |            |                                                    |
|                     | César Daniel Fernández              | 2007-2012  | Nomeado Bispo de Jujuy                             |
|                     | Juan Alberto Puiggari               | 1998-2003  | Nomeado Bispo de Mar del Plata                     |
|                     | José María Mestres                  | 1974-1987  |                                                    |
|                     | Fortunato Antonio Rossi             | 1961-1963  | Nomeado Bispo de Venado Tuerto                     |
|                     | Adolfo Servando Tortolo             | 1956-1960  | Nomeado Bispo de Catamarca                         |
|                     | Nicolás de Carlo                    | 1918-1936  | Nomeado Bispo-auxiliar de Santa Fé de la Vera Cruz |
| Bispos              |                                     |            |                                                    |
| 5º                  | Julián Pedro Martínez †             | 1927-1934  |                                                    |
| 4º                  | Abel Juan Bazán y Bustos †          | 1910-1926  |                                                    |
| 3º                  | Rudesindo de la Lastra y Gordillo † | 1898-1908  |                                                    |
| 2º                  | José María Gelabert y Crespo †      | 1865-1897  |                                                    |
| 1º                  | Luis José Gabriel Segura y Cubas †  | 1859-1862  |                                                    |